# Александър Андонов
 Тази статия е за българския философ.  За българския политик и общественик вижте Александър Андонов (политик).  
Александър Андонов е български философ, преподавател в Софийския университет „Свети Климент Охридски“, професор, доктор на философските науки. Води курсовете по предметна и субектна онтология, философия за деца и други. Разработва проблемите на субектния подход.

## Биография
Александър Андонов е роден на 31 януари 1946 в София. Завършва философия в Софийския университет през 1970 г. Става доктор през 1975 г. и защитава дисертация за титлата доктор на философските науки през 1978 г. Преподавателската му кариера започва през 1972 г. като асистент в Катедрата по философия. Става доцент през 1982 г. и професор по онтология през 1992 г.